# Anna von Schweidnitz

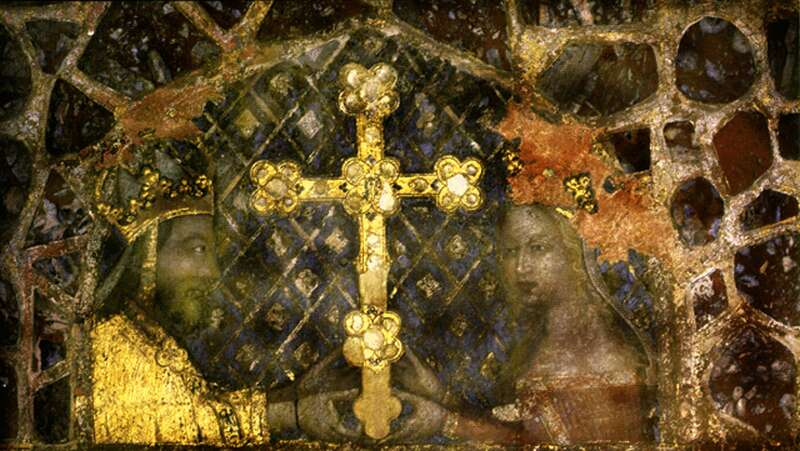
Kaiser Karl IV. und seine dritte Gemahlin Anna von Schweidnitz. Burg Karlštejn, Wandbild in der Katharinenkapelle (um 1357)

Anna von Schweidnitz (tschechisch Anna Svídnická, polnisch Anna świdnicka; * 1339; † 11. Juli 1362 in Prag) war durch Geburt Prinzessin von Schweidnitz-Jauer. Durch ihre Heirat mit Karl IV. wurde sie Königin von Böhmen, römisch-deutsche Königin und Kaiserin des Heiligen Römischen Reichs. Sie entstammte dem Adelsgeschlecht der Schlesischen Piasten.

## Leben

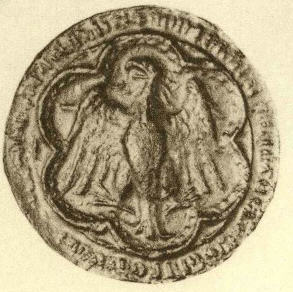
Siegel der Anna als deutsche Königin und Kaiserin

Anna war die Tochter des Herzogs Heinrich II. von Schweidnitz-Jauer und seiner Frau, der ungarischen Prinzessin Katharina von Ungarn († vor dem 29. September 1355) aus dem Haus Anjou. Ihr Vater starb, als sie vier Jahre alt war. Vormund wurde ihr kinderloser Onkel Bolko II. von Schweidnitz-Jauer, den Anna beerben sollte. Die Halbwaise hielt sich mit ihrer Mutter am Hof ihres Onkels in Ofen und Visegrád auf und wurde dort erzogen. Im Alter von elf Jahren war sie dem damals elfmonatigen Wenzel, Sohn und Thronfolger Kaiser Karls IV., zur Ehe versprochen worden. Nachdem der Thronfolger und seine Mutter Anna von der Pfalz innerhalb der nächsten zwei Jahre gestorben waren, hielt der nun verwitwete Karl IV. selbst um die Hand der Anna von Schweidnitz an.
Die Verhandlungen über die Hochzeit fanden 1353 am Wiener Hof statt. Neben dem siebenunddreißigjährigen Bräutigam Karl und Annas Vormund Bolko II. waren zugegen: Herzog Albrecht II., König Ludwig von Ungarn, Markgraf Ludwig von Brandenburg, Herzog Rudolf von Sachsen, Abgesandte des polnischen Königs Kasimir und ein Gesandter der Republik Venedig.
Die geplante Ehe passte gut zu den Bestrebungen Karls, auch das Teilfürstentum Schweidnitz-Jauer als ein Lehen für die Krone Böhmen zu gewinnen. Annas Onkel Ludwig von Ungarn förderte diese Verbindung, indem er – als künftiger polnischer König – allen Ansprüchen auf das Herzogtum Schweidnitz-Jauer zugunsten der Luxemburger entsagte.
Nachdem der Prager Erzbischof Ernst von Pardubitz beim Papst Innozenz VI. eine Ehedispens wegen weitläufiger Verwandtschaft erreicht hatte, fand am 27. Mai 1353 in Ofen die Hochzeit statt.
Am 28. Juli 1353 wurde Anna in Prag durch Erzbischof Ernst von Pardubitz zur Königin von Böhmen und am 9. Februar 1354 in Aachen zur römisch-deutschen Königin gekrönt. Bei der Krönung Karls zum Kaiser am 5. April 1355 in der römischen Basilika Sankt Peter erfolgte auch ihre Krönung zur Kaiserin des Heiligen Römischen Reiches. Sie war damit die erste Königin von Böhmen, die zu einer Kaiserin gesalbt worden war.
1358 gebar Anna eine Tochter, die nach der letzten Přemyslidin Elisabeth benannt wurde. Im Februar 1361 wurde sie Mutter des ersehnten Thronfolgers Wenzel, der in der Reichsstadt Nürnberg geboren und am 11. April in der Sebalduskirche von den Erzbischöfen von Prag, Köln und Mainz getauft wurde. Die Krönung des zweijährigen Wenzel erlebte die Königin allerdings nicht mehr. Im Alter von nur 23 Jahren starb sie am 11. Juli 1362 bei der Geburt eines weiteren Kindes. Ihre sterblichen Überreste ruhen in einer Grabstätte im Veitsdom.
Der verwitwete siebenundvierzigjährige Kaiser heiratete ein Jahr später Elisabeth von Pommern. Das Herzogtum Schweidnitz-Jauer fiel nach Bolkos II. Tod 1368 als ein Erbfürstentum an die Krone Böhmen.

## Darstellungen

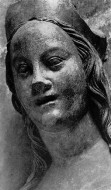
Anna von Schweidnitz, Darstellung von Peter Parler

In der Kunst blieben viele Darstellungen der Kaiserin und Königin Anna von Schweidnitz erhalten, z. B.:
- Peter Parler schuf um 1375 nach ihrem Ebenbild auf dem Chortriforium des Prager Veitsdomes eine der Sandsteinbüsten als lebensgroße Halbfigur, mit kräftig modelliertem Gesicht und langem Haar.
- Miniaturen einer Prachthandschrift, die Annas Sohn Wenzel um 1400 in Auftrag gab, zeigen die Königin mit höfischem Gefolge.
- Auf einer Wandmalerei in der Burg Karlstein aus den Jahren 1362/63 halten Karl und Anna ein Reliquienkreuz und in einer weiteren werden sie kniend vor einem Madonnenbild dargestellt.